# Архиепархия Сан-Педро-Сулы
Архиепархия Сан-Педро-Сулы (лат. Archidioecesis de Sancto Petro Sula) — архиепархия Римско-Католической церкви с центром в городе Сан-Педро-Сула, Гондурас. В митрополию Сан-Педро-Сулы входят епархии Грасиаса, Йоро, Ла-Сейбы, Санта-Роса-де-Копана, Трухильо. Кафедральным собором архиепархии Сан-Педро-Сулы является собор святого Петра.

## История
2 февраля 1916 года Святой Престол учредил апостольский викариат Сан-Педро-Сулы, выделив его из епархии Комаягуа. В этот же день апостольский викариат Сн-Педро-Сулы вошёл в митрополию Тегусигальры.
6 июля 1963 года Римский папа Павел VI издал буллу «Sedis Apostolicae», которой преобразовал апостольский викариат Сан-Педро-Сулы в епархию.
3 июля 1987 года и 30 декабря 2011 года епархия Сан-Педро-Сулы передала часть своей территории для возведения новых епархий Трухильо и Ла-Сейбы.
26 января 2023 года епархия Сан-Педро-Сулы была возведена в ранг митрополии.

## Ординарии епархии
- епископ Juan Sastre y Riutort C.M.[2] (15.04.1924 — 23.03.1949);
- епископ Antonio Capdevilla Ferrando C.M. (24.03.1953 — 12.08.1962);
- епископ José García Villas C.M. (6.07.1963 — 10.08.1965);
- епископ Jaime Brufau Maciá C.M. (15.03.1966 — 15.09.1993);
- епископ Ángel Garachana Pérez C.M.F. (11.11.1994 — 26.01.2023);
- архиепископ Michael Leniham, O.F.M. (26.01.2023 — по настоящее время).

## Источник
- Annuario Pontificio, Libreria Editrice Vaticana, Città del Vaticano, 2003, ISBN 88-209-7422-3
- Булла Sedis Apostolicae  (лат.)